# Chiesa di San Michele Arcangelo (Valnegra)
La chiesa di San Michele Arcangelo  è la parrocchiale di Valnegra in provincia e diocesi di Bergamo, e fa parte del vicariato di Branzi-Santa Brigida-San Martino oltre la Goggia.

## Storia
Un lascito testamentario del 10 settembre 1449 a favore della fondazione della Misericordia cita una chiesa in località Valnegra, mentre il successivo del 1452 la indica come “chiesa nuova”, forse una ricostruzione su un precedente edificio di culto.
Nuovamente citata e presente a Valnegra da Donato Calvi che indica il passaggio di una chiesa dal territorio di San Giovanni Battista di Dossena a quella arcipresbiteriale di San Martino oltre la Goggia, passaggio autorizzato con decreto del 3 dicembre 1494 del vescovo Lorenzo Gabriel. Potrebbe invece essere considerata parrocchia solo dal 18 novembre 1508, come indicato nell'atto notarile rogato dal notaio Giovanni Girolamo fu Tomaso Castioni che stabiliva i diritti dei parroci della chiesa matrice.
La chiesa fu visitata da san Carlo Borromeo arcivescovo di Milano il 6 ottobre 1575, durante la sua visita a tutte le chiese del territorio di Bergamo, e gli atti indicano che era inserita nella pieve di Piazza Brembana, che vi era un rettore stipendiato con 320 lire annue dalla comunità che anticamente titolare del beneficio ma che risultava essere inserita nel registro delle commende epistolati che ne avevano il diritto di nomina con diretta conferma del vescovo semestralmente.
Gli atti della visita pastorale del vescovo san Gregorio Barbarigo confermano l'appartenenza alla vicaria di Piazza Brembana con la presenza della scuola del Santissimo Sacramento eretta da sindaci che venivano rieletti ogni sei mesi e gestiva l'altare maggiore, la scuola del Rosario e della Dottrina Cristiana.
Nel 1666 la chiesa fu inserita nel “Sommario delle chiese di Bergamo”, elenco redatto dal cancelliere della curia vescovile Giovanni Giacomo Marenzi e indicata presente in val Brembana superiore e dipendente dalla “San Martino oltre la Gogia” risultava essere “mercenaria delli vicini”.
.
Il vescovo Giovanni Paolo Dolfin visitò la chiesa il 30 giugno 1780. Risultano sempre presenti le scuole amministrate dai sindaci eletti semestralmente e un curato mercenario che aveva diritto a un reddito annuo di 560 lire, affiancato dal cappellano.
Forse per la precarie condizioni strutturali della chiesa, nel 1838 iniziò la sua demolizione e completa ricostruzione in stile neoclassico, come era d'uso nella prima metà dell'Ottocento. Il nuovo altare in marmo bianco fu posto nel 1842, fu poi un susseguirsi di lavori di manutenzione e decorazione. La nuova chiesa fu consacrata il 27 marzo 1868 dal vescovo Pietro Luigi Speranza.
La nuova torre campanaria fu eretta nel nei primi anni del Novecento con la posa della statua di san Michele Arcangelo sulla guglia, nel medesimo tempo fu inserita la bussola lignea all'interno dell'aula.
Con decreto del 27 maggio 1979 del vescovo di Bergamo Giulio Oggioni la chiesa fu inserita nella vicaria locale di Branzi-Santa Brigida-San Martino Oltre la Goggia. Tutto il XX secolo la chiesa fu oggetto di lavori di manutenzione, decorazione e ammodernamento.

## Descrizione

### Esterno
L'edificio di culto a pianta rettangolare è preceduto dal sagrato con pavimentazione in selciato con la facciata a cui si accede da una gradinata discendente. La facciata intonacata presenta la zoccolatura in pietra artificiale con due coppie di lesene a colonne in muratura complete di altissima zoccolatura che gira tutto il fabbricato e capitelli d'ordine ionico che reggono la trabeazione con fregio e il timpano triangolare, dove vi è centralmente il simbolo di san Bernardino da Siena il cerchio con la scritta IHS. Questo indica la sua posa cinquecentesca. La trabeazione presenta la scritta del santo Arcangelo Michele a cui la chiesa è intitolata.
Il portale principale è completo di semplice contorno in pietra, mentre sulla parte superiore della facciata vi è una finestra lunettata con inferriata atta a illuminare l'aula.

### Interno
L'aula a navata unica si sviluppa su quattro campate divise da lesene stuccate complete di basamento e capitelli corinzi che reggono la trabeazione con cornicione, da dove parte la volta a botte. 
Il fonte battesimale è posto sul lato sinistro della prima campata e corrispondente la cappella intitolata al Sacro Cuore di Gesù. Vi sono inoltre gli altari dedicati a sant'Antonio di Padova e alla Madonna del Carmine.
La zona presbiteriale a pianta rettangolare con copertura da volta a botte è di misura inferiore all'aula preceduta dall'arco trionfale completamente decorato e da quattro gradini. Il coro è absidato ha copertura a catino.